# Ko Matsubara
Ko Matsubara (松原 后 Matsubara Ko?), född 30 augusti 1996 i Shizuoka prefektur, är en japansk fotbollsspelare som spelar för Sint-Truidense.
Matsubara började sin karriär 2015 i Shimizu S-Pulse. Han spelade 133 ligamatcher för klubben.